# 545564 Sabonis
545564 Sabonis este o planetă minoră (asteroid) din Asteroid troian al lui Jupiter. A fost descoperită pe 23 august 2011 la Baldone⁠(d) de  și a fost numită după Arvidas Sabonis⁠(d). 
Obiectul prezintă o orbită caracterizată de o semiaxă mare de 5,2756377434066 UAi, o excentricitate de 0,050162112608678, o înclinație de 5,0227820140976 ° în raport cu ecliptica.